# Talanga

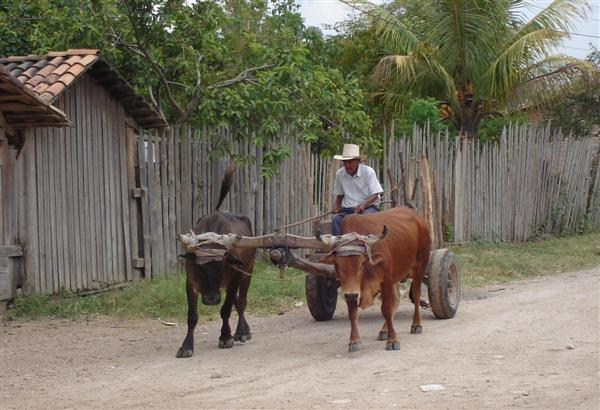
Rua em Talanga

Talanga é uma cidade de Honduras localizada no departamento de Francisco Morazán. Segundo censo de 2013, havia 34 997 habitantes.